# Soldiers of Odin

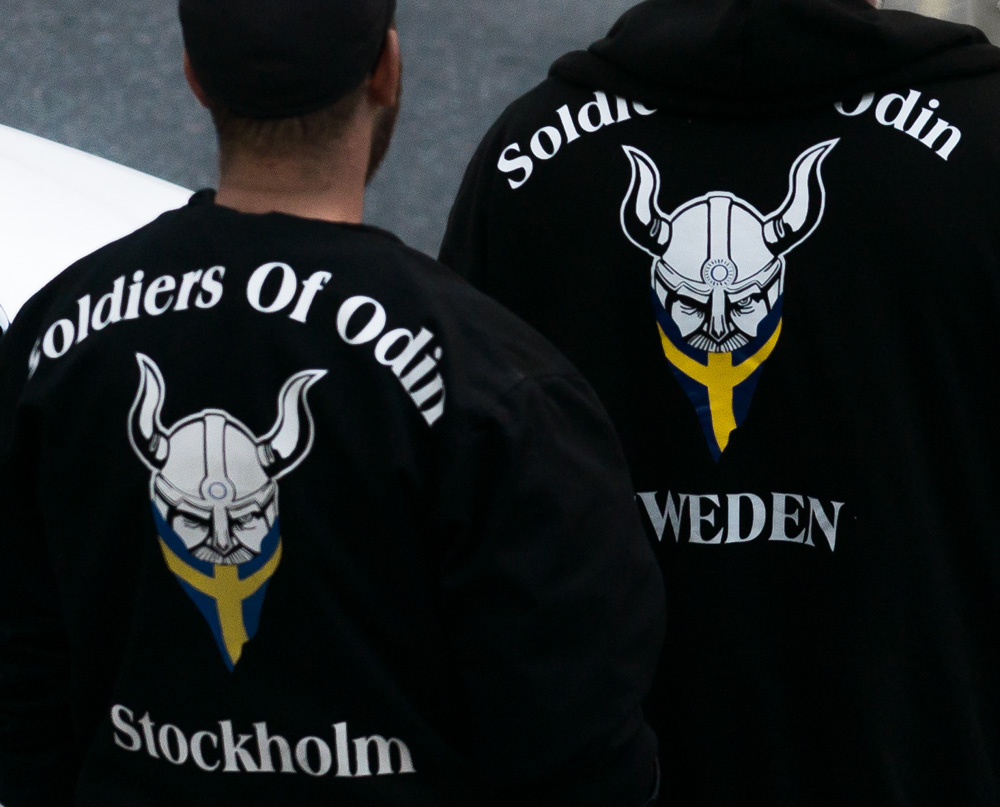
Typische schwarze Kleidung und Wikingerhelm als Gruppenlogo der SOO

Als Soldiers of Odin („Soldaten Odins“, abgekürzt SOO) bezeichnen sich rechtsextreme Gruppen, die als angebliche „Bürgerwehren“ gegen Asylbewerber, Flüchtlinge und Einwanderer auftreten. Sie lehnen Migration und den Islam ab. Sie entstanden ab Oktober 2015 zuerst in Finnland. Gleichnamige Gruppen entstanden seitdem in Norwegen, Schweden, Estland, Belgien, Frankreich, Deutschland, Tschechien, Malta, Nordirland, Australien, Neuseeland, Kanada und den USA. Sie werden meist als migrationsfeindliche Vigilanten eingestuft, die Selbstjustiz üben und fördern. 

## Finnland
Der mehrfach vorbestrafte Neonazi Mika Ranta, der enge Kontakte zur Nordischen Widerstandsbewegung hat, gründete eine SOO-Gruppe im Oktober 2015 in der finnischen Grenzstadt Kemi. Während der Flüchtlingskrise in Europa ab 2015 kamen damals über die finnische Nachbarstadt Tornio viele Asylsuchende nach Kemi. Die SOO nannte sich „patriotische Organisation, die für ein weißes Finnland kämpft“, und erklärte, die Straßenpatrouillen sollten „islamistische Eindringlinge“ abschrecken, die „Unsicherheit verursachen und Verbrechen vermehren“. Sie erhob den Anspruch, die angeblich überforderte Polizei mit Straßenpatrouillen gegen Übergriffe von Asylbewerbern, vor allem auf weiße finnische Frauen, zu unterstützen. Rasch entstanden weitere SOO-Gruppen in Finnland, die auf mehrere hundert Mitglieder anwuchsen. Sie bildeten dann Ableger in anderen Staaten Skandinaviens.

## Norwegen
Am 14. Februar 2016 erschien in Tønsberg in Norwegen erstmals eine 14-köpfige SOO-Straßenpatrouille. Ein Sprecher gab an, man wolle nur sicher in der Stadt sein angesichts einer „außer Kontrolle“ geratenen Einwanderung. Man kümmere sich nicht um Religion oder Hautfarbe. Illegale Einwanderer begingen Verbrechen, verkauften Drogen und belästigten norwegische Frauen. Dem widersprachen Lokalpolitik und Bürger der Stadt, die das vermeintliche Schutzangebot der SOO zurückwiesen. Die Lokalzeitung deckte auf, dass bekannte, auch vorbestrafte Rechtsextreme zur SOO gehörten. Polizei verstärkte daraufhin ihre Präsenz, um gewaltsame Konflikte mit der SOO zu verhindern, und betonte, sie allein sei für das Durchsetzen von Recht und Ordnung zuständig.

## Deutschland
Seit 2017 bildete die SOO auch in Deutschland Ableger, vor allem in den Bundesländern Sachsen-Anhalt und  Bayern. Sie traten dort meist einheitlich schwarz gekleidet mit einem Wikingerschädel als Gruppenlogo auf ihren Jacken auf und boten Streifendienste als „Nachbarschaftshilfe“ an. Die deutschen SOO vereinigten sich später mit der rechtsextremen Gruppe „Wodans Erben Germanien“, die ebenfalls derartige Bürgerwehren gründete. Zum Umfeld gehört auch die „Vikings Security Germania“, die wie Rockerclubs in Chaptern organisiert ist. Der Verfassungsschutz Bayern beobachtete diese Gruppen seit 2017 und attestierte ihnen Fremdenfeindlichkeit, Rassismus, Hass auf Ausländer und Flüchtlinge. Sie lehnten das Gewaltmonopol des Staates ab.
Einige Mitglieder der mutmaßlichen Terrorzelle Gruppe S. (gegründet im September 2019) gehörten zu „Wodans Erben Germanien“ oder zur „Vikings Security Germania“. Sie wurden im Februar 2020 unter dem akuten Verdacht festgenommen, Terroranschläge ihrer Gruppe gegen Muslime und Politiker mitgeplant und unterstützt zu haben.

## USA
Im Februar 2016 bildete sich der Ableger Soldiers of Odin USA in Denver (Colorado). Er fand laut der Anti Defamation League schon in wenigen Wochen tausende Unterstützer in den USA, vor allem im Lager der rechtsextremen White Supremacy und des Nationalismus, begünstigt durch einen polarisierenden Präsidentschaftswahlkampf. Die große Resonanz ging mit Ablehnung jeder muslimischen Zuwanderung in vielen Kommunen den USA einher, obwohl die USA ohnehin nur sehr geringe Anteile der Kriegsflüchtlinge aus Syrien und Afghanistan aufnahmen. Im März 2016 entstand in Flathead County (Montana) ein Ableger der SOO, der Flüchtlinge präventiv ablehnte, obwohl die Regierung nicht einmal erwogen hatte, sie dorthin zu verteilen. 
Viele SOO-Ableger in den USA entstanden ab Januar 2016 unabhängig voneinander aus Facebook-Initiativen und Webseiten von Rechtsextremisten, etwa Rick Wright in Pennsylvania, Brodie Fontaine in Mississippi, der auch die Turner Diaries verlinkte, und Adam Vordemark in Nebraska. Fontaine und Vordemark vereinten ihre Gruppen zu den Soldiers of Odin USA und holten sich für die Gründung eine offizielle Bestätigung von der SOO Finnland. Eine Fusion mit der Gruppe in Pennsylvania scheiterte. Ab Mitte März erklärte Wright, er beende seine Webseite, weil seine Gruppe die SOO nicht länger unterstütze, sondern eine Geheimgesellschaft gebildet habe. Fontaine und Vordemark verbündeten sich daraufhin mit Kyle Costella in Vermont, Joshua Lee Guillim in Alabama, Chevy Sevier in Texas, Kelly Kirby in Missouri und anderen. Ihre Facebookgruppe erreichte bis April 2016 4000 Mitglieder und Unterstützer. Die Gruppe erklärte, sie stehe in Opposition zu den „Horden von Flüchtlingen, die in Europa eingefallen seien und bald nach Amerika kommen und massive Wellen von Vergewaltigung und Verbrechen mitbringen werden“. Die Organisatoren schufen nach eigenen Angaben bis Ende März 2016 Ableger in 42 US-Bundesstaaten und rekrutierten dafür Anführer. Manche Ableger haben mehr als 75 Mitglieder, andere nur ein paar. Die Organisation ähnelt der eines Motorradclubs, wie bereits bei der finnischen SOO. In ihrer Selbstdarstellung beschreiben die US-Ableger sich gleichzeitig als Vigilanten und als rechtstreue Bürger. Sie erklären, es sei Zeit, „dass wir uns unsere Straßen, Staaten und unser Land zurückholen“. Man sei „Augen und Ohren“ der Polizei, dort wo diese nicht immer sein könne. Straßenpatrouillen seien „Beobachte-und-melde“-Operationen. Einzelne SOO-Ableger betonen, ihre Mitglieder seien auf eigene Gefahr unterwegs und seien sich der mit den Gruppenaktivitäten verbundenen Risiken bewusst. Sie stünden der Polizei nicht im Weg, forderten aber gleichzeitig ihre Mitglieder dazu auf, alles Erdenkliche zum Schutz ihrer Angehörigen zu tun. Man töte nie, außer wenn man tödlichen Absichten und Kräften gegenüberstehe. Ein Ableger erklärte, man sei keine nette, höfliche Gruppe, die nur Empörendes der Polizei melden werde. Diese sei gefesselt an die Grenzen des Rechts; „wir sind es nicht“. Man werde jeden „zu Tode prügeln“, den man beim Vergewaltigen und Terrorisieren amerikanischer Frauen und Bürger ertappe.